# Barilius
Barilius – rodzaj ryb promieniopłetwych z rodziny karpiowatych (Cyprinidae). Są to dość małe ryby, smukłe. Zamieszkują tereny Azji, od Pakistanu po Borneo w kamienistych rzekach. Większość gatunków zdobią niebieskie i pomarańczowe pasy po bokach ciała.
Takson ten wprowadził w 1822 Francis Buchanan-Hamilton jako podrodzaj rodzaju Cyprinus. W 2012 wykonano rewizję taksonomiczną rodzaju Barilius, dodając 4 gatunki, kolejne dwa gatunki opisano w 2015 i 2020. Portal FishBase umieszcza rodzaj Barilius w odrębnej rodzinie karpiokształtnych – Danionidae, jednak przez większość autorów takson ten traktowany jest w randze podrodziny (Danioninae), obejmującej m.in. rodzaje Danio, Devario, Barilius i Rasbora.
Nazwa „Barilius” może być zlatynizowaną formą bengalskiej nazwy potocznej „barila” – w tamtych rejonach ryby z tego rodzaju są tak określane.
Gatunkiem typowym jest B. barila.
Niektóre gatunki, jak B. barila, są w regionie swojego występowania rybami konsumpcyjnymi, ze względu na dobry smak. Ryby z tego rodzaju są trzymane w akwariach. Z powodu swej ruchliwości mogą niepokoić bądź odstraszać mniejsze i wolno pływające ryby, zmuszając do pływania po bokach akwarium.

## Gatunki
Do rodzaju przypisywane są gatunki:
- Barilius bakeri (F. Day, 1865)
- Barilius barila (F. Hamilton, 1822)
- Barilius bendelisis (F. Hamilton, 1807)
- Barilius bonarensis B. L. Chaudhuri, 1912
- Barilius borneensis T. R. Roberts, 1989
- Barilius canarensis (Jerdon, 1849)
- Barilius caudiocellatus X. L. Chu, 1984
- Barilius chatricensis Selim & Vishwanath, 2002
- Barilius cyanochlorus  Plamoottil & Vineeth, 2020
- Barilius dimorphicus Tilak & Husain, 1990
- Barilius dogarsinghi Hora, 1921
- Barilius evezardi F. Day, 1872
- Barilius gatensis (Valenciennes, 1844)
- Barilius huahinensis Fowler, 1934 (prawdopodobnie młodszy synonim Opsarius koratensis)
- Barilius infrafasciatus Fowler, 1934
- Barilius lairokensis Arunkumar & Tombi Singh, 2000
- Barilius malabaricus Jerdon, 1849
- Barilius mesopotamicus L. S. Berg, 1932
- Barilius modestus F. Day, 1872
- Barilius naseeri Mirza, Rafiq & F. A. Awan, 1986
- Barilius nelsoni Barman, 1988
- Barilius ngawa Vishwanath & Manojkumar, 2002
- Barilius ornatus Sauvage, 1883
- Barilius pakistanicus Mirza & Sadiq, 1978
- Barilius pectoralis Husain, 2012
- Barilius ponticulus (H. M. Smith, 1945)
- Barilius profundus Dishma & Vishwanath, 2012
- Barilius radiolatus Günther, 1868
- Barilius shacra (F. Hamilton, 1822)
- Barilius signicaudus Tejavej, 2012
- Barilius vagra (F. Hamilton, 1822)